# Eutachycines nigricauda
Eutachycines nigricauda är en insektsart som först beskrevs av Lucien Chopard 1919.  Eutachycines nigricauda ingår i släktet Eutachycines och familjen grottvårtbitare. Inga underarter finns listade i Catalogue of Life.